# آرورا (یوتا)
آرورا (به انگلیسی: Aurora) شهری در ایالت یوتا کشور ایالات متحده آمریکا است که جمعیت آن در سرشماری سال ۲۰۱۰ میلادی، ۱٬۰۱۶ نفر بوده‌است.